# 橋本光夫
橋本光夫（日语：／ Hashimoto Mitsuo），日本男性動畫演出家、動畫導演。此前，他以本名橋本 光夫名義活動（日文讀音相同）。此外，在東映動畫工作期間，他有時在其他公司工作時會使用立花 源十郎這個名字。

## 來歷
橋本光夫加入東映動畫擔任《怪博士與機器娃娃》的演出助手後，在《七龍珠》（第100話）中擔任演出，之後他繼續長期參與《七龍珠》系列，甚至擔任電影版的導演。
在本身執導的電視動畫《B傳說！戰鬥彈珠人》中飾演客人A（光夫）／光夫君（／），在《B傳說！戰鬥彈珠人 炎魂》中飾演B-ider B（ビーダーB）、光夫（ミツオ）的角色。

## 參加作品

### 電視動畫

#### 執導作品
1998年
- （—1999年）

2000年
- 警車奇戀（日语：ピポパポパトルくん）（—2001年）

2003年
- 戰鬥陀螺G

2004年
- B傳說！戰鬥彈珠人

2005年
- B傳說！戰鬥彈珠人 炎魂

2007年
- 爆丸（—2008年）

2010年
- 爆丸2大爆破（—2011年）
- 旋風四驅王（—2011年）

2011年
- 爆丸3狩獵保衛者

2012年
- 頭文字D Fifth Stage

2015年
- 交給你了！奇蹟貓團（日语：おまかせ!みらくるキャット団）（—2016年）

2016年
- 超能旺達（—2017年）

2017年
- 妖怪公寓的優雅日常[1]

#### 演出、其它
1981年
- 怪博士與機器娃娃 (1981年版)（—1986年，演出助手）

1986年
- 七龍珠（—1989年，演出、演出助手）

1989年
- 七龍珠Z（—1996年，演出、OP演出、ED演出）

1995年
- NINKU -忍空-（—1996年，分鏡、演出）※立花源十郎名義。

1996年
- 七龍珠GT（—1997年，演出）
- 熱鬥小馬（—1997年，分鏡、演出）※立花源十郎名義。

1997年
- 金田一少年之事件簿（—2000年，演出）
- 烈火之炎（—1998年，分鏡、演出）※立花源十郎名義。
- （—1998年，演出）

1998年
- 春庭家的第3人（日语：春庭家の3人目）（演出）
- 魔法陣都市（分鏡）※立花源十郎名義。
- 危險調查員（—1999年，演出）※立花源十郎名義。
- 秀逗博士（—1999年，分鏡）※立花源十郎名義。

1999年
- 神風怪盗貞德（—2000年，演出）
- 微星小超人（日语：ミクロマン・マグネパワーズ#テレビアニメ）（分鏡）※立花源十郎名義。
- D4公主朵莉絲（分鏡、演出）※立花源十郎名義。
- 布布恰恰（分鏡、演出）※立花源十郎名義。
- 月光假面 (1999年版)（—2000年，分鏡）※立花源十郎名義。

2000年
- 爆裂戰士戰藍寶（演出、OP演出）
- 無力君（日语：へろへろくん）（—2001年，演出）※立花源十郎名義。
- 真·女神轉生 惡魔之子（—2001年，分鏡、演出）※立花源十郎名義。

2001年
- 最喜歡！布布恰恰（分鏡、演出）※立花源十郎名義。

2002年
- 鈴鐺貓娘Panyo Panyo（分鏡、演出）
- 戰鬥陀螺2002（分鏡、演出）
- 銀河天使Z（演出）
- Chobits（演出）
- 釣魚迷日記（—2003年，演出）
- 白色十字架 Glühen（—2003年，分鏡、演出）
- 銀河天使A（—2003年，分鏡、演出）

2006年
- 爆球Hit！轟烈彈珠人（分鏡）
- 花漾明星KIRARIN（—2007年，分鏡、演出）

2021年
- BORUTO -火影新世代- NARUTO NEXT GENERATIONS-（演出）

2022年
- 古見同學是溝通魯蛇。（演出）

2023年
- 在地下城尋求邂逅是否搞錯了什麼IV 深章 厄災篇（演出）
- 突然降臨的埃及神2（演出）
- 她去公爵家的理由（演出）
- 黑暗集會（演出）
- 想當冒險者前往都市的女兒成為S級（演出）

2024年
- 戰鬥陀螺X（—2025年，演出）

2025年
- 平凡職業造就世界最強 season 3（演出）
- 金牌得主（演出）

### 電影動畫
1986年
- 七龍珠：神龍傳說（導演助手）

1987年
- 七龍珠：魔神城內的睡美人（導演助手）

1990年
- 七龍珠Z：地球超級大決戰（分鏡）

1991年
- 七龍珠Z：超級賽亞人孫悟空（導演）
- 七龍珠Z：最強對最強（導演）

1993年
- 怪博士與機器娃娃：嗯加！愛在企鵝村（日语：Dr.スランプ アラレちゃん んちゃ!ペンギン村より愛をこめて）（導演）

1994年
- 怪博士與機器娃娃：吼唷唷!! 報恩的鯊魚被我帶走了…（日语：Dr.スランプ アラレちゃん ほよよ!!助けたサメに連れられて…）（導演）
- 怪博士與機器娃娃：嗯加!! 緊張刺激的暑假（日语：Dr.スランプ アラレちゃん んちゃ!!わくわくハートの夏休み）（導演）

1995年
- 七龍珠Z：龍拳爆發!! 悟空捨我其誰（日语：ドラゴンボールZ 龍拳爆発!!悟空がやらねば誰がやる）（導演）

1997年
- 塔麻可吉的真實故事（日语：たまごっちホントのはなし）（導演）

### OVA
1987年
- 七龍珠：悟空的交通安全（演出）

1992年
- 變色龍（日语：カメレオン (漫画)）（—1996年，導演〈第1—2話〉）

1994年
- 兵蜂PARADISE：WinBee的1/8恐慌（演出）

## 相關項目
- 日本動畫師列表（日语：アニメ関係者一覧）

## 外部連結
- Vida de Loca （日語）—橋本光夫的官方個人網站。